# 胡德山 (巴伐利亞前阿爾卑斯山脈)
47°41′59″N 11°40′22″E / 47.69985°N 11.67291°E

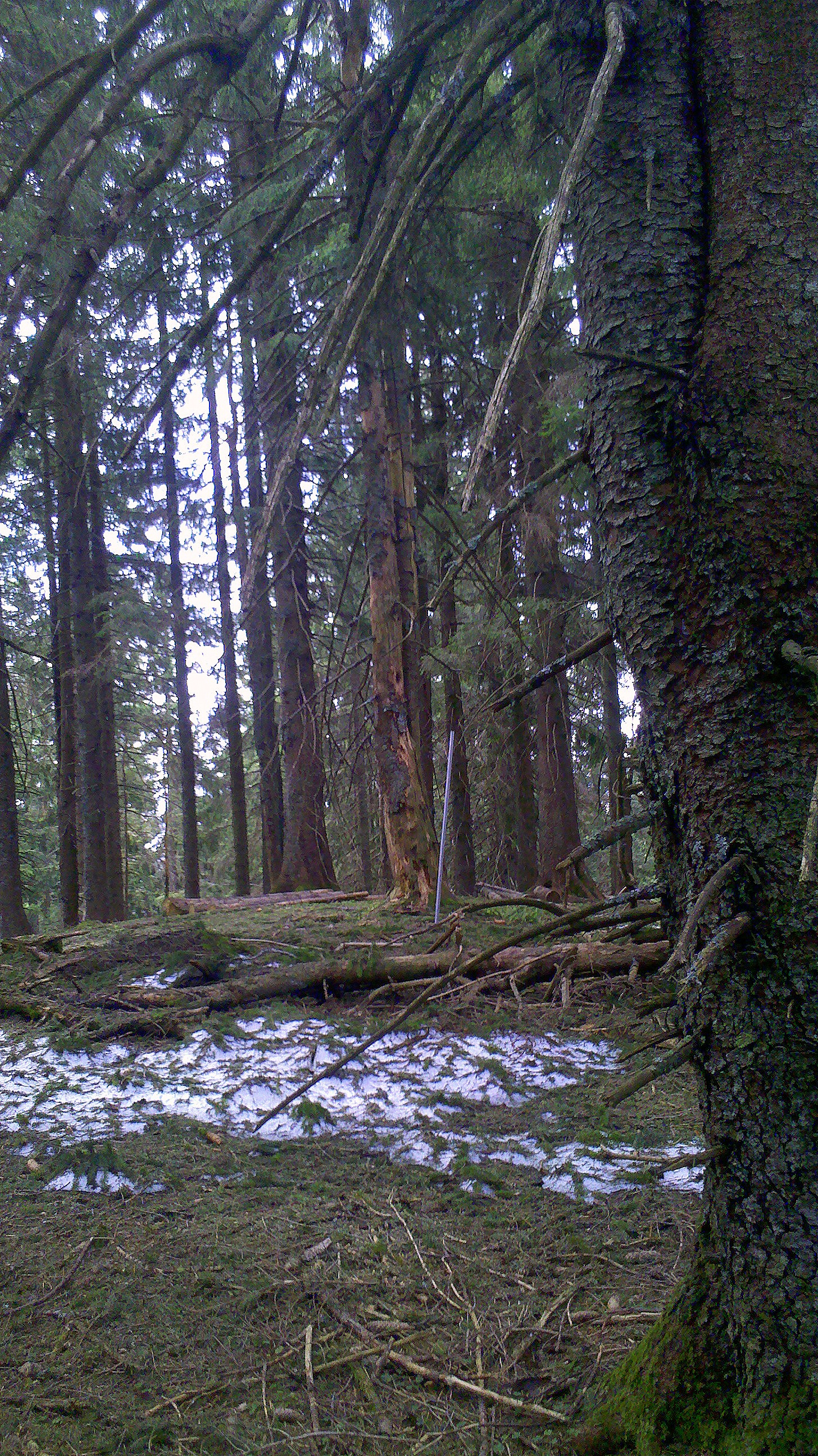

胡德山（德語：Huder），是德國的山峰，位於該國東南部，由巴伐利亞負責管轄，屬於巴伐利亞前阿爾卑斯山脈的一部分，距離福肯施泰因山2公里，海拔高度1,405米，每年平均降雨量1,764毫米。